# Фосфат железа(II)
Фосфат железа(II) — неорганическое соединение, соль металла железа и ортофосфорной кислоты с формулой Fe3(PO4)2,
белые кристаллы,
нерастворимые в воде,
образует кристаллогидраты.

## Получение
- В природе встречаются минералы:
  - графтонит — Fe3(PO4)2 с примесями Ca и Mn;
  - вивианит — Fe3(PO4)2•8H2O с примесями фосфатов железа(III).

- Смешение растворов сульфата железа(II) и фосфата натрия:

{\displaystyle {\mathsf {3FeSO_{4}+2Na_{3}PO_{4}\ {\xrightarrow {}}\ Fe_{3}(PO_{4})_{2}\downarrow +3Na_{2}SO_{4}}}}

## Физические свойства
Фосфат железа(II) образует белые кристаллы
моноклинной сингонии,
пространственная группа P 21/c,
параметры ячейки a = 0,881 нм, b = 1,1169 нм, c = 0,6145 нм, β = 99,6°, Z = 4.
Образует кристаллогидраты состава Fe3(PO4)2•n H2O, где n = 1, 4, 6, 8.
Кристаллогидраты хранят в герметичной посуде, так как они легко окисляются на воздухе.

## Химические свойства
- С фосфорной кислотой образует кислые соли:

{\displaystyle {\mathsf {Fe_{3}(PO_{4})_{2}+H_{3}PO_{4}\ {\xrightarrow {}}\ 3FeHPO_{4}}}}
{\displaystyle {\mathsf {Fe_{3}(PO_{4})_{2}+6H_{3}PO_{4}\ {\xrightarrow {}}\ 3Fe(H_{2}PO_{4})_{3}}}}
- Водородом восстанавливается до фосфидов:

{\displaystyle {\mathsf {Fe_{3}(PO_{4})_{2}+8H_{2}\ {\xrightarrow {T}}\ Fe_{3}P_{2}+8H_{2}O}}}
- Кристаллогидраты ступенчато разлагаются при нагревании:

{\displaystyle {\mathsf {Fe_{3}(PO_{4})_{2}\cdot 8H_{2}O\ {\xrightarrow[{-H_{2}O}]{T}}\ Fe_{3}(PO_{4})_{2}\cdot 4H_{2}O\ {\xrightarrow[{-H_{2}O}]{180^{o}C}}\ Fe_{3}(PO_{4})_{2}}}}